# Arheološko nalazište gradina Špičak
Arheološki lokalitet Špičak je nalazište na lokaciji Bojačno, općina Zagorska Sela.

## Opis
Arheološko nalazište, gradina „Špičak“ nalazi se na obroncima Koštrunovog brijega, iznad sela Bojačno, u općini Zagorska Sela. Prema konfiguraciji terena može se zaključiti da se radi o tzv. dvojnoj gradini: Gradini I i Gradini II. Za sada je arheološkim istraživanjima obuhvaćena Gradina II, na kojoj su uz ostatke prapovijesnih kuća, nađeni i brojni ulomci keramičkog posuđa različitih oblika, brončani nalazi kao što su naušnica i trokutasti privjesak od tankog brončanog lima ukrašen iskucavanjem ili fragmentarna fibula sa životinjskom glavom. Nalazište, svojim kulturološkim i tipološkim svojstvima, pripada srednjoeuropskom kulturnom krugu kasnog brončanog i starijeg željeznog doba.

## Zaštita
Pod oznakom Z-6793 zavedena je kao zaštićeno kulturno dobro - pojedinačno, pravna statusa zaštićena kulturnog dobra, klasificirano kao "arheološka kulturna baština".